# Gonneville, Manche

Gonneville este o comună în departamentul Manche, Franța. În 1 ianuarie 2018 avea o populație de 879 de locuitori.